# Coventry (Connecticut)
Coventry es un pueblo ubicado en el condado de Tolland en el estado estadounidense de Connecticut. En el año 2005 tenía una población de 11.504 habitantes y una densidad poblacional de 117,8 personas por km².

## Geografía
Coventry se encuentra ubicada en las coordenadas 41°47′04″N 72°20′20″O / 41.78444, -72.33889.

## Demografía
Según la Oficina del Censo en 2000 los ingresos medios por hogar en la localidad eran de $64,680, y los ingresos medios por familia eran $72,674. Los hombres tenían unos ingresos medios de $48,164 frente a los $36,514 para las mujeres. La renta per cápita para la localidad era de $27,143. Alrededor del 3.7% de la población estaban por debajo del umbral de pobreza.